# Vysoká škola života
Vysoká škola života je neexistující vysoká škola, jejíž absolvování uvádějí někteří lidé ve svých profilech na sociálních sítích (Facebook, Tinder). Někdy je toto „vystudování vysoké školy života“ zaměňováno se zdravým selským rozumem, jindy s životní praxí či zkušenostmi.
Termín Vysoká škola života je na internetu též používán v žertovných fake news, které mají za cíl zesměšnit veřejně činné osoby.